# Volkswagen 13.130
O Volkswagen 13.130 é um caminhão médio que marcou a entrada da Volkswagen no mercado de veículos comerciais pesados.
Lançado em 1981, foi produzido na fábrica da Volkswagen Caminhões em São Bernardo do Campo, no estado de São Paulo.
Sua cabine avançada basculável é derivada da carroceria da van alemã Volkswagen Transporter.